# Chronologie der schwedischen Kinder- und Jugendliteratur
Diese Chronologie der schwedischen Kinder- und Jugendliteratur soll einen Überblick über wichtige Ereignisse in der Geschichte der Kinder- und Jugendliteratur Schwedens bieten. Berücksichtigt ist hier darüber hinaus auch schwedischsprachige Literatur aus anderen Ländern, z. B. Finnland.
Erfasst sind vor allem Veröffentlichungen wichtiger Kinder- und Jugendbücher, d. h. von Büchern, die entweder vom Publikum, von der Buchkritik oder von der Literaturwissenschaft stark beachtet worden sind. Unter der Bezeichnung „Kinder- und Jugendbücher“ werden dabei nicht nur solche Arbeiten verstanden, die von vornherein für junge Leser gedacht waren, sondern auch „kind-“ und „jugendgerechte“ Bearbeitungen von Büchern, die ursprünglich für andere Zielgruppen geschrieben worden sind.
Berücksichtigt sind daneben auch Einzelereignisse aus dem Gesamtumfeld der schwedischen Kinder- und Jugendliteratur wie z. B. die Gründung wichtiger Kinderbuchverlage oder die Stiftung von Literaturpreisen.
Verwendete Abkürzungen:

BB = Bilderbuch

KB = Kinderbuch

JB = Jugendbuch

SB = Kinder-Sachbuch

## Naturalismus und Jahrhundertwende (1870–1914)
- 1894 – Anna Maria Roos: Lilla Elnas sagor, KB
- 1894 – Anna Wahlenberg: Bengts sagor om kungar och tomtar och troll och prinsessor, Kunstmärchen
- 1897 – Elsa Beskow: Das Märchen von der kleinen, kleinen Frau (Sagan om den lilla, lilla gumman), BB
- 1898 – Emmy Köhler: Gunnars och Ingas roliga Bok: Sagor och visor, KB
- 1901 – Elsa Beskow: Hänschen im Blaubeerenwald (Puttes äventyr i blåbärsskogen), BB
- 1901 – Eugenie Beskow-Heerberger: En bok om Greta och alla hennes djur, KB
- 1905 – Jeanna Oterdahl: Blommornas bok, KB
- 1906/07 – Selma Lagerlöf: Die wunderbare Reise des kleinen Nils Holgersson mit den Wildgänsen (Nils Holgerssons underbara resa genom Sverige), KB
- 1907 – Laura Fitinghoff: Sieben kleine Heimatlose (Barnen ifrån Frostmofjället), JB
- 1907 – Jeanna Oterdahl: Det röda huset, JB
- 1910 – Elsa Beskow: Die Wichtelkinder (Tomtebobarnen), BB
- 1912 – Anna Maria Roos: Sörgården; I Önnemo, Schul-Lesebücher

## Die Zwischenkriegszeit (1914–1945)
- 1939 – Inger Brattström: Elsies svåra år, JB
- 1944 – Astrid Lindgren: Britt-Mari erleichtert ihr Herz (Britt-Mari lättar sitt hjärta), KB

## Die Zeit nach dem Zweiten Weltkrieg (1945–2000)
- 1945ff – Tove Jansson: Mumin-Serie, KB
- 1945 – Astrid Lindgren: Pippi Langstrumpf (Pippi Långstrump), KB
- 1946 – Astrid Lindgren: Meisterdetektiv Blomquist (Mästerdetektiven Blomkvist), KB
- 1947 – Astrid Lindgren: Wir Kinder aus Bullerbü (Alla vi barn i Bullerby), KB
- 1948 – Åke Sventon: Ture Sventon, privatdetektiv, KB
- 1949 – Stiftung des Boklotteriet-Stipendiats
- 1950 – Erstmalige Verleihung der Nils-Holgersson-Plakette
- 1950 – Lennart Helsing: Summa summarum, BB
- 1950 – Sten Bergman: Vildar och paradisfåglar, SB
- 1953 – Ann Mari Falk: Barbro finner en ö, KB
- 1954 – Harry Kullman: Hemlig resan, KB
- 1954 – Astrid Lindgren: Mio, mein Mio (Mio, min Mio), KB
- 1955 – Olle Mattson: Briggen Tre Liljor, KB
- 1955 – Astrid Lindgren: Karlsson vom Dach (Lillebro och Karlsson på taket), KB
- 1956 – Astrid Lindgren: Michel in der Suppenschüssel (Emil i Lönneberga), KB
- 1956 – Edith Unnerstad: Farmorsresan, KB
- 1957 – Hans Peterson: Magnus, Mattias och Mari, KB
- 1958 – Erstmalige Verleihung der Elsa-Beskow-Plakette (Elsa-Beskow-Plaketten) für Bilderbücher und Illustrationen
- 1958 – Anna Lisa Wärnlöf: Pellas book, KB
- 1959 – Kai Söderhjelm: Mikko i kungens tjänst, KB
- 1961 – Britt G. Hallqvist: Festen i Holabo, KB
- 1961 – Margareta Strömstedt: Fjärilar i klassen och andra sagor om mina vänner bland tomtarna, KB
- 1962 – Maria Gripe, Harald Gripe: Hugo och Josefin, KB
- 1962 – Sven Christer Swahn: Hundekattleken, KB
- 1963 – Karin Anckarsvärd: Doktorns pojk’, KB
- 1963 – Sven Christer Swahn: Lill-Nisse reser till Köpenhamn, KB
- 1963 – Katarina Taikon: Zigenerska
- 1964 – Maria Gripe: Die Kinder des Glasbläsers (Glasblåsarns barn), KB
- 1964 – Gunnel Linde: Der weiße Stein (Den vita stenen), KB
- 1965 – Inger und Lasse Sandberg: Lilla Anna och trollerihatten, KB
- 1965ff – Inger und Lasse Sandberg: Lilla spöket Laban-Serie, KB
- 1966 – Erstmalige Verleihung des Expressens Heffaklump
- 1966ff – Kerstin Thorvall: Gunnar-Serie, KB
- 1967 – Erstmalige Verleihung des Astrid-Lindgren-Preises
- 1967 – Max Lundgren: Pojken med guldbyxorna, KB
- 1967 – Katarina Taikon: Zigenare är vi. Tiden
- 1969 – Erstmalige Verleihung des Gulliver-Preises (Gulliver-priset)

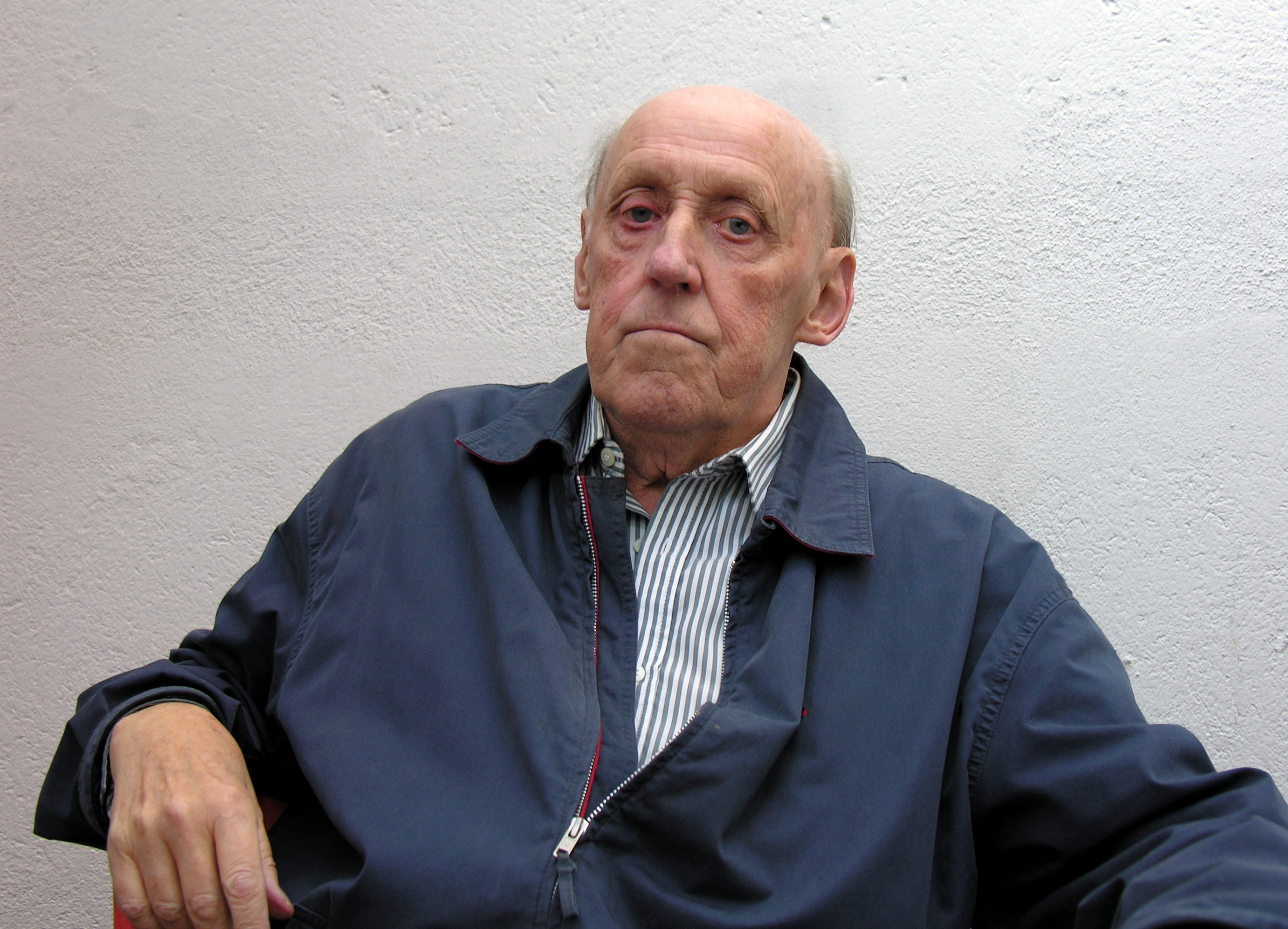
Bo Carpelan, finnisch-schwedischer Autor, Kritiker und Übersetzer

- 1969 – Gunnel Beckman: Tillträde till festen, KB
- 1969 – Bo Carpelan: Bågen, KB
- 1969 – Stig Ericson: Dan Henry-Serie, KB
- 1969 – Hans-Eric Hellberg: Morfars Maria, KB
- 1969 – Irmelin Sandman Lilius: Fru Sola, KB
- 1970 – Maud Reuterswärd: Dager med Knubbe, KB
- 1972ff – Gunilla Bergström: Willi Wiberg-Serie (Alfons Åberg), BB
- 1973 – Helmer Linderholm: Weißer Biber auf Kriegspfad (På krigets röda stig), KB
- 1973 – Astrid Lindgren: Die Brüder Löwenherz (Bröderna Lejonhjärta), KB
- 1973ff – Sven Wernström: Trälarna-Serie, KB
- 1974 – Maria Gripe: Der grüne Mantel (Den gröna kappan), KB
- 1976 – Erstmalige Auszeichnung eines Kinder- und Jugendbuchautors durch die Svenska Deckarakademin
- 1976 – Barbro Lindgren: Lilla sparvel, KB
- 1976 – Jan Lööf: Skrot-Nisse, BB
- 1978 – Bengt Martin: Bengt och kärleken, JB
- 1979 – Astrid Bergman Sucksdorff: Insekter, BB/SB
- 1981 – Kerstin Johansson i Backe: Moa och Pelle, KB
- 1981 – Astrid Lindgren: Ronja Räubertochter (Ronja rövardotter), KB
- 1982 – Margareta Strömstedt: Majken, den nittonde december, KB
- 1983 – Erstmalige Verleihung der BMF-Plakette, Sparte „Kinderbuch“
- 1983 – Ulf Nilsson, Eva Eriksson: Lilla syster Kanin, BB
- 1983 – Cannie Möller: Kriget om källan, JB
- 1984 – Lena Anderson: Majas alfabet, BB
- 1984 – Mats Larsson: Trollkarlen från Galdar, JB
- 1985 – Erstmalige Verleihung des Årets Pandabok, Kategorie “Kinderbuch”
- 1985 – Christina Björk, Lena Anderson: Linnea i målarens trädgård, BB
- 1985 – Gunnel Linde: Joppe (Rädda Joppe – död eller levande), KB
- 1985 – Peter Pohl: Jan, mein Freund (Janne, min vän), KB
- 1986 – Erstmalige Verleihung des Kinder- und Jugendbuchpreises Wettergrens barnbokollon
- 1986 – Hans Erik Engqvist: Ein Messer im Rücken (En kniv i ryggen), JB
- 1986 – Sonja Hulth, Anna-Clara Tidholm: Barnens svenska historia, SB
- 1986 – Siv Widerberg: Das Mädchen, das nicht in den Kindergarten wollte (Flickan som inte ville gå till dagis), BB
- 1986 – Monica Zak: Pumans dotter, KB

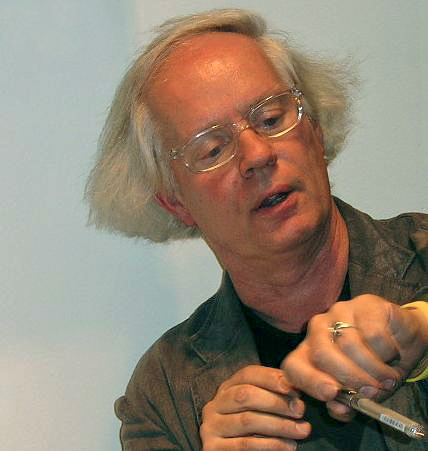
Ulf Stark

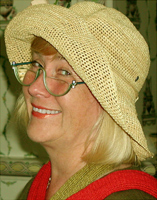
Margareta Lindberg

- 1987 – Eva Bexell: Opp och hoppa, morfar prosten, BB
- 1987 – Ulf Stark: Jaguaren, BB
- 1988 – Margareta Lindberg: Oskar i paradiset, KB
- 1988 – Mats Wahl: Maj Darlin, KB
- 1998 – Gründung der Schwedischen Kinderbuchakademie (Svenska barnboksakademin)
- 1989ff – Maj Bylock: Häxprovet-Serie, JB
- 1989 – Annika Holm: Amanda! Amanda!, KB
- 1989 – Olof Landström, Barbro Lindgren: Sunkan flyger, BB
- 1989 – Eva Wikander: Solo für Jan (J.H. Solo), JB
- 1990ff – Lena Landström, Olof Landström: Nisse-Serie, BB
- 1990 – Pija Lindenbaum: Else-Marie och småpapporna, BB
- 1990ff – Sven Nordqvist: Pettersson und Findus-Serie (Pettson och Findus), BB
- 1991 – Rose Lagercrantz: Metteborgs öden och äventyr på lågstadiet, KB
- 1991 – Viveca Lärn: Eddie und Maxon Jaxon (Eddie och Maxon Jaxon), KB
- 1992 – Erstmalige Verleihung des August-Preises, Sparte „Kinder- und Jugendbuch“
- 1992 – Per Nilsson: So Lonely (Hjärtans fröjd), JB
- 1992 – Henning Mankell: Der Hund, der unterwegs zu einem Stern war (Hunden som sprang mot en stjärna), KB
- 1992 – Peter Pohl, Kinna Gieth: Jag saknar dig, jag saknar dig!, JB
- 1993 – Thomas Tidholm: Förr i tiden i skogen, KB
- 1993ff – Jujja und Tomas Wieslander: Mamma Mu-Serie, BB
- 1994 – Inger Edelfeldt: Gravitation, KB
- 1994 – Ulf Nilsson – Mästaren och de fyra skrivarna, KB
- 1995 – Erstmalige Verleihung des Emil-Preises (Emil-priset)
- 1995 – Helena Dahlbäck: Jag Julia, KB; Min läsebok, KB
- 1995 – Lars Klinting: Kasimir-Serie (Castor), BB
- 1995 – Rose Lagercrantz: Flickan som inte vill kyssas, JB
- 1995ff – Moni Nilsson-Bränström: Tsatsiki-Tsatsiki-Serie, KB
- 1995 – Hannele Norrström, Sven Nordqvist: Guldflickan, BB
- 1995 – Mats Wahl: Winterbucht (Vinterviken), JB
- 1996 – Per Nilsson: Anarkai, JB
- 1996 – Ulf Stark, Anna Höglund: Myn syster är en ängel, BB
- 1997 – Stiftung und erstmalige Verleihung des Kinder- und Jugendbuchpreises Bokjuryn
- 1997 – Erstmalige Verleihung des Samfundet DeNios Astrid Lindgren-Preis es
- 1997 – Bo R. Holmberg: Hexenjunge (Visgossens bor), JB
- 1997 – Annika Thor: Sanning eller konsekvens, JB
- 1998 – Erstmalige Verleihung des Kinder- und Jugendbuchpreises Slangbellan
- 1998 – Eva Eriksson: Malla handlar, BB
- 1998 – Henning Mankell: Resan til världens ände, JB
- 1998 – Annika Thor: In der Tiefe des Meeres (Havets djup), KB
- 1998 – Ulf Stark: Als Papa mir das Weltall zeigte (När pappa visade mej världsalltet), KB
- 1999 – Erstmalige Verleihung des Kulla-Gulla-Preises ( Kulla-Gulla-priset )

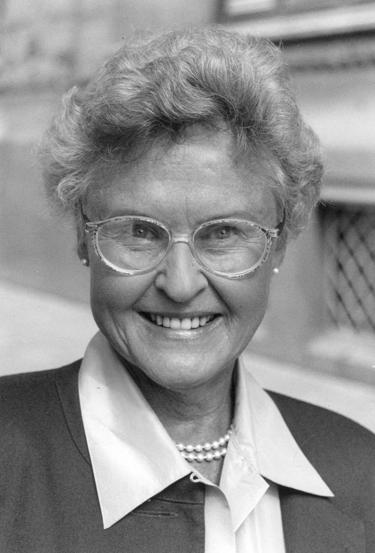
Maj Bylock

- 1999 – Maj Bylock: Flykten till järnets land, KB
- 1999 – Ninne Olsson: Lilian och jag, JB
- 1999 – Stefan Casta: Spelar död, KB
- 2000ff – Inger Lindahl: Zigge-Serie, BB
- 2000ff – Pija Lindenbaum: Gittan-Serie, KB
- 2000 – Janne Lundström: Morbror Kwesis vålnad, KB
- 2000 – Henning Mankell: Ein Kater schwarz wie die Nacht (Katten som älskade regn), KB
- 2000 – Pernilla Stalfelt: Und was kommt dann? (Dödenboken), KB

## Gegenwart
- 2001 – Wilhelm Agrell: Dödsbudet, KB
- 2001 – Sara Kadefors: Sandor slash Ida, JB
- 2002 – Bo R. Holmberg: Rabenseelen (Liemannen), JB
- 2002 – Åsa Lind: Sandvargen, KB
- 2002 – Ulf Nilsson, Anna-Clara Tidholm: Adjö, herr Muffin, BB
- 2002 – Helena Östlund: Jerker, KB
- 2002 – Pernilla Stalfelt: Wenn Herzen klopfen (Kärlekboken), KB
- 2003 – Eva Bergström, Annika Samuelsson: Snurran-Serie, BB
- 2003 – Douglas Foley: Shoo bre, JB
- 2003 – Thomas Halling: Bli ihop, KB
- 2003 – Johanna Thydell: I taket lyser stjärnorna, JB
- 2004 – Katarina Kieri: Dansar Elias? Nej!, JB
- 2004 – Jonna Björnstjerna: Tio små lantisar, BB
- 2004 – Kajsa Isakson: Min Ella, KB
- 2004 – Petter und Lisen Adbåge: En dag i prinsessan Victorias liv, BB
- 2004 – Frida Nilsson: Kråkans otroliga liftarsemester, KB
- 2005 – Åke Edwardson: Samurajsommar, JB
- 2005 – Bo R. Holmberg, Katarina Strömgård: Eddie Bolander och jag, KB
- 2006 – Per Nilsson: Svenne, JB
- 2007 – Mikael Engström: Isdraken, KB
- 2007 – Sven Nordqvist: Var är min syster?, BB
- 2008 – Jakob Wegelius: Legenden om Sally Jones, KB
- 2008 – Jenny Jägerfeld: Der Schmerz, die Zukunft, meine Irrtümer und ich, JB